# Biserica Sfântul Ioan din Haifa
Biserica Sfântul Ioan (Saint John) din Haifa (în ebraică:כנסיית יוחנן הקדוש בחיפה,în arabă: كنيسة مار يوحنا  (Kanisat Mar Yuhanna) în engleză: Saint John Church in Haifa este o biserică anglicană (evanghelică episcopală) din Israel, aflată în cartierul Wadi Nisnas din Haifa, pe strada Yohanan Hakadosh colț cu strada Huri, în Orașul de jos. Biserica poartă numele Evanghelistului Ioan. Clădirea bisericii a fost construită în 1935,  în stil neo-gotic, în timpul administrației mandatare britanice în Palestina. Fațada bisericii se divide în trei părți: una mijlocie, cu două nivele, și două laterale, cu trei nivele fiecare. În partea de nord a biserici se află un turn cu clopotniță.  
În perioada dntre cele două războaie mondiale numărul credincioșilor anglicani la Haifa a ajuns la circa 1200 și a inclus persoane de origine engleză din administrația britanică etc. După războiul din 1948-1949 și exodul palestinian, au rămas în oraș circa 150 anglicani. De atunci numărul lor a crescut
În cursul săptămânii Biserica găzduiește o grădiniță și școală elementară anglicană, înființată încă în 1868, și care a fost închisă între 1947-1950 din cauza războiului. Ea a fost condusă până în 1965 de către reverendul Rafiq Farah. În prezent învață acolo circa 500 copii arabi - creștini, musulmani și druzi și 60% din bugetul ei este acoperit de guvern. În zilele de sărbătoare și cu prilejuri festive în biserică se întrunește comunitatea anglicană (episcopală) din zonă. În biserică au loc uneori concerte de muzică clasică, jazz etc. ca de pildă, cu ocazia Festivalului Sărbătorii Sărbătorilor din luna decembrie.  

#### Orga
Orga bisericii a fost construită în 1914 de către constructorul englez de orgi James Binns din Bramley, lângă Leeds. Ea este în stilul orgilor lui Eduard Schultze din Germania care erau foarte apreciate și în nordul Angliei. 
În ultimele decenii ale secolului al XX-lea, nefiind întreținută, orga s-a deteriorat și a fost reparată în 1999 de către specialistul israelian Gideon Shamir.